# Liste der Staatsoberhäupter 1937
Übersicht
◄◄ | ◄ | 1933 | 1934 | 1935 | 1936 | Liste der Staatsoberhäupter 1937 | 1938 | 1939 | 1940 | 1941 | ► | ►►

Weitere Ereignisse

## Afrika
- Ägypten
  - Staatsoberhaupt: König Faruq (1936–1952)
  - Regierungschef:
    - Ministerpräsident Mustafa an-Nahhas Pascha (1982, 1930, 1936–29. Dezember 1937, 1942–1944, 1950–1952)
    - Ministerpräsident Muhammad Mahmoud Pascha (1928–1929, 29. Dezember 1937–1939)

- Äthiopien (1936–1941 von Italien besetzt)
  - Staats- und Regierungschef: Kaiser Haile Selassie (1930–1974) (1916–1930 Regent, 1936–1941 im Exil)

- Liberia
  - Staats- und Regierungschef: Präsident Edwin Barclay (1930–1944)

- Südafrika
  - Staatsoberhaupt: König Georg VI. (1936–1952)
    - Generalgouverneur:
      - George Villiers, 6. Earl of Clarendon (1931–19. März 1937)
      - John Stephen Curlewis (19. März 1937–5. April 1937) (kommissarisch)
      - Patrick Duncan (1937–5. April 1943)

  - Regierungschef: Ministerpräsident J.B.M. Hertzog (1924–1939)

## Amerika

### Nordamerika
- Kanada
  - Staatsoberhaupt: König Georg VI. (1936–1952)
    - Generalgouverneur: John Buchan, 1. Baron Tweedsmuir (1935–1940)

  - Regierungschef: Premierminister William Lyon Mackenzie King (1921–1926, 1926–1930, 1935–1948)

- Mexiko
  - Staats- und Regierungschef: Präsident Lázaro Cárdenas del Río (1934–1940)

- Vereinigte Staaten von Amerika
  - Staats- und Regierungschef: Präsident Franklin D. Roosevelt (1933–1945)

### Mittelamerika
- Costa Rica
  - Staats- und Regierungschef: Präsident León Cortés Castro (1936–1940)

- Dominikanische Republik
  - Staats- und Regierungschef: Präsident Rafael Trujillo (1930–1938, 1942–1952)

- El Salvador
  - Staats- und Regierungschef: Präsident Maximiliano Hernández Martínez (1931–1934, 1935–1944)

- Guatemala
  - Staats- und Regierungschef: Präsident Jorge Ubico Castañeda (1931–1944)

- Haiti
  - Staats- und Regierungschef: Präsident Sténio Vincent (1930–1941)

- Honduras
  - Staats- und Regierungschef: Präsident Tiburcio Carías Andino (1933–1949)

- Kuba
  - Staats- und Regierungschef: Präsident Federico Laredo Brú (1936–1940)

- Nicaragua
  - Staats- und Regierungschef:
    - Präsident Carlos Alberto Brenes Jarquín (1936–1. Januar 1937) (kommissarisch)
    - Präsident Anastasio Somoza García (1. Januar 1937–1947, 1950–1956)

- Panama
  - Staats- und Regierungschef: Präsident Juan Demóstenes Arosemena Barreati (1936–1939)

### Südamerika
- Argentinien
  - Staats- und Regierungschef: Präsident Agustín Pedro Justo (1932–1938)

- Bolivien
  - Staats- und Regierungschef:
    - Vorsitzender der Regierungsjunta David Toro (1936–13. Juli 1937)
    - Vorsitzender der Regierungsjunta Germán Busch (1936, 13. Juli 1937–1939) (ab 1938 Präsident)

- Brasilien
  - Staats- und Regierungschef: Präsident Getúlio Vargas (1930–1945, 1951–1954)

- Chile
  - Staats- und Regierungschef: Präsident Arturo Alessandri (1920–1924, 1925, 1932–1938)

- Ecuador
  - Staats- und Regierungschef:
    - Präsident Federico Páez (1935–23. Oktober 1937) (bis 10. August 1937 Oberster Staatschef)
    - Oberster Staatschef Alberto Enríquez Gallo (23. Oktober 1937–1938)

- Kolumbien
  - Staats- und Regierungschef: Präsident Alfonso López Pumarejo (1934–1938, 1942–1945)

- Paraguay
  - Staats- und Regierungschef:
    - Präsident Rafael Franco (1936–15. August 1937) (kommissarisch)
    - Präsident Félix Paiva (16. August 1937–1939) (bis 1938 kommissarisch)

- Peru
  - Staatsoberhaupt: Präsident Oscar R. Benavides (1914–1915, 1933–1939)
  - Regierungschef: Premierminister Ernesto Montagne (1936–1939)

- Uruguay
  - Staats- und Regierungschef: Präsident Gabriel Terra (1931–1938)

- Venezuela
  - Staats- und Regierungschef: Präsident Eleazar López Contreras (1935–1936, 1936–1941)

## Asien

### Ost-, Süd- und Südostasien
- Bhutan
  - Herrscher: König Jigme Wangchuk (1926–1952)

- China
  - Staatsoberhaupt: Vorsitzender der Nationalregierung Lin Sen (1931–1943)
  - Regierungschef: Vorsitzender des Exekutiv-Yuans Chiang Kai-shek (1935–1938)

- Britisch-Indien
  - Kaiser: Georg VI. (1936–1947)
  - Vizekönig: Victor Alexander John Hope (1936–1943)

- Japan
  - Staatsoberhaupt: Kaiser Hirohito (1926–1989)
  - Regierungschef:
    - Premierminister Hirota Kōki (1936–2. Februar 1937)
    - Premierminister Hayashi Senjūrō (2. Februar–4. Juni 1937)
    - Premierminister Fürst Konoe Fumimaro (4. Juni 1937–1939)

- Mandschukuo (umstritten)
  - Staatsoberhaupt: Kaiser Pu Yi (1932–1945)
  - Regierungschef: Ministerpräsident Zhang Jinghui (1935–1945)

- Nepal
  - Staatsoberhaupt: König Tribhuvan (1911–1955)
  - Regierungschef: Ministerpräsident Juddha Shamsher Jang Bahadur Rana (1932–1945)

- Siam (heute: Thailand)
  - Staatsoberhaupt: König Ananda Mahidol (1935–1946)
  - Regierungschef: General Phraya Phahon Phonphayuhasena (1933–1938)

### Vorderasien
- Irak
  - Staatsoberhaupt: König Ghazi (1933–1939)
  - Regierungschef:
    - Ministerpräsident Hikmat Sulayman (1936–12. August 1937)
    - Ministerpräsident Jamil al-Midfai (17. August 1937–1938)

- Jemen
  - Herrscher: König Yahya bin Muhammad (1918–1948)

- Persien (heute: Iran)
  - Staatsoberhaupt: Schah Reza Schah Pahlavi (1925–1941)
  - Regierungschef: Ministerpräsident Mahmud Dscham (1935–1939)

- Saudi-Arabien
  - Staatsoberhaupt und Regierungschef: König Abd al-Aziz ibn Saud (1932–1953)

- Transjordanien (heute: Jordanien)
  - Herrscher: Emir Abdallah ibn Husain I. (1921–1951)

### Zentralasien
- Afghanistan
  - Staatsoberhaupt: König Mohammed Sahir Schah (1933–1973)
  - Regierungschef: Ministerpräsident Sardar Mohammad Hashim Khan (1929–1946)

- Mongolei
  - Staatsoberhaupt: Vorsitzender des Großen Staats-Churals Dansranbilegiin Dogsom (1936–1939)
  - Regierungschef: Vorsitzender des Rats der Volkskommissare Anandyn Amar (1936–1939)

- Tibet (umstritten)
  - Herrscher: Dalai Lama Tendzin Gyatsho (1935–1951)

## Australien und Ozeanien
- Australien
  - Staatsoberhaupt: König Georg VI. (1936–1952)
  - Generalgouverneur: Earl Alexander Hore-Ruthven (1936–1945)
  - Regierungschef: Premierminister Joseph Lyons (1932–1939)

- Neuseeland
  - Staatsoberhaupt: König Georg VI. (1936–1952)
  - Generalgouverneur: Viscount George Monckton-Arundell (1935–1941)
  - Regierungschef: Premierminister Michael Joseph Savage (1935–1940)

## Europa
- Albanien
  - Staatsoberhaupt: König Ahmet Zogu (1925–1939, 1943–1946)
  - Regierungschef: Ministerpräsident Kostaq Kota (1928–1930, 1936–1939)

- Andorra
  - Co-Fürsten:
    - Staatspräsident von Frankreich: Albert Lebrun (1932–1940)
    - Bischof von Urgell: Justí Guitart i Vilardebò (1920–1940)

- Belgien
  - Staatsoberhaupt: König Leopold III. (1934–1951) (1940–1945 in deutscher Gefangenschaft, 1945–1950 im Schweizer Exil)
  - Regierungschef:
    - Ministerpräsident Paul van Zeeland (1935–24. November 1937)
    - Ministerpräsident Paul-Émile Janson (24. November 1937–1938)

- Bulgarien
  - Staatsoberhaupt: Zar Boris III. (1918–1943)
  - Regierungschef: Ministerpräsident Georgi Kjosseiwanow (1935–1940)

- Dänemark
  - Staatsoberhaupt: König Christian X. (1912–1947) (1918–1944 König von Island)
  - Regierungschef: Ministerpräsident Thorvald Stauning (1924–1926, 1929–1942)

- Deutsches Reich
  - Staats- und Regierungschef: „Führer und Reichskanzler“ Adolf Hitler (1933–1945)

- Estland
  - Staatsoberhaupt: Staatsältester Konstantin Päts (1921–1922, 1923–1924, 1931–1932, 1932–1933, 1933–1940) (1918–1919, 1934–1937 Ministerpräsident)
  - Regierungschef: Ministerpräsident Konstantin Päts (1918–9119, 1934–3. September 1937)  (1921–1922, 1923–1924, 1931–1932, 1932–1933, 1933–1940 Staatsältester)

- Finnland
  - Staatsoberhaupt:
    - Präsident Pehr Evind Svinhufvud (1931–1. März 1937) (1917–1918, 1930–1931 Ministerpräsident)
    - Präsident Kyösti Kallio (1. März 1937–1940) (1922–1924, 1925–1926, 1929–1930, 1936–1937 Ministerpräsident)

  - Regierungschef:
    - Ministerpräsident Kyösti Kallio (1922–1924, 1925–1926, 1929–1930, 1936–12. März 1937) (1937–1940 Präsident)
    - Ministerpräsident Aimo Kaarlo Cajander (1922, 1924, 12. März 1937–1939)

- Frankreich
  - Staatsoberhaupt: Präsident Albert Lebrun (1932–1940)
  - Regierungschef:
    - Präsident des Ministerrats Léon Blum (1936–22. Juni 1937, 1938, 1946–1947)
    - Präsident des Ministerrats Camille Chautemps (1930, 1933–1934, 22. Juni 1937–1938)

- Griechenland
  - Staatsoberhaupt: König Georg II. (1922–1924, 1935–1947) (1941–1946 im Exil)
  - Regierungschef: Ministerpräsident Ioannis Metaxas (1936–1941)

- Irland
  - Staatsoberhaupt:
    - Parlamentspräsident Frank Fahy (1936–29. Dezember 1937) (kommissarisch)
    - Presidential Commission (29. Dezember 1937–1938) (kommissarisch)

  - Regierungschef: Taoiseach Éamon de Valera (1932–1948, 1951–1954, 1957–1959) (1959–1973 Präsident)

- Italien
  - Staatsoberhaupt: König Viktor Emanuel III. (1900–1946)
  - Regierungschef: Duce Benito Mussolini (1922–1943)

- Jugoslawien
  - Staatsoberhaupt: König Peter II. (1934–1945) (1941–1945 im Exil)
    - Regent: Prinz Paul (1934–1941)

  - Regierungschef: Ministerpräsident Milan Stojadinović (1935–1939)

- Lettland
  - Staatsoberhaupt: Präsident Kārlis Ulmanis (1936–1940) (1918–1919, 1919–1921, 1925–1926, 1931, 1934–1940 Ministerpräsident)
  - Regierungschef: Ministerpräsident Kārlis Ulmanis (1918–1919, 1919–1921, 1925–1926, 1931, 1934–1940) (1936–1940 Präsident)

- Liechtenstein
  - Staatsoberhaupt: Fürst Franz I. (1929–1938)
  - Regierungschef Josef Hoop (1928–1945)

- Litauen
  - Staatsoberhaupt: Präsident Antanas Smetona (1918–1920, 1926–1940)
  - Regierungschef: Ministerpräsident Juozas Tūbelis (1929–1938)

- Luxemburg
  - Staatsoberhaupt: Großherzogin Charlotte (1919–1964) (1940–1945 im Exil)
  - Regierungschef:
    - Staatsminister Joseph Bech (1926–5. November 1937, 1953–1958)
    - Staatsminister Pierre Dupong (5. November 1937–1953) (1940–1945 im Exil)

- Monaco
  - Staatsoberhaupt: Fürst Louis II. (1922–1949)
  - Regierungschef:
    - Staatsminister Maurice Bouillaux-Lafont (1932–Juni 1937)
    - Staatsminister Henri Mauran (1932, Juni 1937–August 1937)
    - Staatsminister Émile Roblot (15. September 1937–1944)

- Niederlande
  - Staatsoberhaupt: Königin Wilhelmina (1890–1948) (1940–1945 im Exil)
  - Regierungschef: Ministerpräsident Hendrikus Colijn (1925–1926, 1933–1939)

- Norwegen
  - Staatsoberhaupt: König Haakon VII. (1906–1957) (1940–1945 im Exil)
  - Regierungschef: Ministerpräsident Johan Nygaardsvold (1935–1945) (1940–1945 im Exil)

- Österreich
  - Staatsoberhaupt: Bundespräsident Wilhelm Miklas (1928–1938)
  - Regierungschef: Bundeskanzler Kurt Schuschnigg (1934–1938)

- Polen
  - Staatsoberhaupt: Präsident Ignacy Mościcki (1926–1939)
  - Regierungschef: Ministerpräsident Felicjan Sławoj Składkowski (1936–1939)

- Portugal
  - Staatsoberhaupt: Präsident Óscar Carmona (1925–1951)
  - Regierungschef: Ministerpräsident António de Oliveira Salazar (1932–1968)

- Rumänien
  - Staatsoberhaupt: König Karl II. (1930–1940)
  - Regierungschef:
    - Ministerpräsident Gheorghe Tătărescu (1934–28. Dezember 1937)
    - Ministerpräsident Octavian Goga (28. Dezember 1937–1938)

- San Marino
  - Capitani Reggenti:
    - Francesco Morri (1918–1919, 1924–1925, 1928–1929, 1933, 1936–1. April 1937) und Gino Ceccoli (1930–1931, 1936–1. April 1937)
    - Giuliano Gozi (1923, 1926–1927, 1932, 1. April 1937–1. Oktober 1937, 1941–1942) und Settimio Belluzzi (1933, 1. April 1937–1. Oktober 1937, 1942)
    - Marino Rossi (1920, 1927–1928, 1934, 1. Oktober 1937–1938) und Giovanni Lonfernini (1934, 1. Oktober 1937–1938, 1941–1942)

  - Regierungschef: Außenminister Giuliano Gozi (1918–1943)

- Schweden
  - Staatsoberhaupt: König Gustav V. (1907–1950)
  - Regierungschef: Ministerpräsident Per Albin Hansson (1936–1946)

- Schweiz[1]
  - Bundespräsident: Giuseppe Motta (1915, 1920, 1927, 1932, 1937)
  - Bundesrat:
    - Giuseppe Motta (1911–1940)
    - Marcel Pilet-Golaz (1929–1944)
    - Albert Meyer (1930–1938)
    - Rudolf Minger (1930–1940)
    - Philipp Etter (1934–1959)
    - Johannes Baumann (1934–1940)
    - Hermann Obrecht (1935–1940)

- Sowjetunion
  - Parteichef: Generalsekretär der KPdSU Josef Stalin (1922–1953)
  - Staatsoberhaupt: Vorsitzender des Präsidiums des obersten Sowjets Michail Iwanowitsch Kalinin (1922–1946)
  - Regierungschef:
    - Vorsitzender des Ministerrats Wjatscheslaw Michailowitsch Molotow (1930–6. Mai 1941)

- Spanien (Bürgerkrieg)
  - Spanische Republik
    - Staatsoberhaupt:
      - Präsident Manuel Azaña (1936–1939)

    - Regierungschef:
      - Ministerpräsident Francisco Largo Caballero (1936–17. Mai 1937)
      - Ministerpräsident Juan Negrín (17. Mai 1937–1939)

  - Estado Español
    - Staatsoberhaupt:
      - Caudillo Francisco Franco (1936–1975)

    - Regierungschef:
      - Regierungspräsident Fidel Dávila Arrondo (1936–3. Juni 1937)
      - Regierungspräsident Francisco Gómez-Jordana Sousa (3. Juni 1937–1938)

- Tschechoslowakei
  - Staatsoberhaupt: Präsident Edvard Beneš (1935–1938, 1945–1948) (1921–1922 Ministerpräsident)
  - Regierungschef: Ministerpräsident Milan Hodža (1935–1938)

- Türkei
  - Staatsoberhaupt: Präsident Kemal Atatürk (1923–1938)
  - Regierungschef:
    - Ministerpräsident İsmet İnönü (1925–25. Oktober 1937)
    - Ministerpräsident Celâl Bayar (25. Oktober 1937–1939)

- Ungarn
  - Staatsoberhaupt: Reichsverweser Miklós Horthy (1920–1944)
  - Regierungschef: Ministerpräsident Kálmán Darányi (1936–1938)

- Vatikanstadt
  - Staatsoberhaupt: Papst Pius XI. (1929–1939)
  - Regierungschef:
    - Kardinalstaatssekretär Eugenio Pacelli (1930–1939)

- Vereinigtes Königreich
  - Staatsoberhaupt: König Georg VI. (1936–1952)
  - Regierungschef:
    - Premierminister Stanley Baldwin (1935–28. Mai 1937)
    - Premierminister Arthur Neville Chamberlain (28. Mai 1937–1940)